# Urobatis marmoratus
Urobatis marmoratus é uma espécie de peixe da família Urotrygonidae.
É endémica do Chile.
Os seus habitats naturais são: mar aberto.